# Canzi Ágost Elek
Canzi Ágost Elek (eredeti neve: Martin Kanz) (Baden, 1808. február 22. – Pest, 1866. április 13.) osztrák származású fotográfus, festőművész.

## Életpályája
1829-től a stuttgart-i Királyi Művészeti Iskolában tanult. 1833–1840 között Párizsban tartózkodott, ahol 1834-ig Jean Auguste Dominique Ingres tanítványa volt. 1833–1840 között részt vett a Párizsi Szalon kiállításain. 1840-től Bécsben élt. 1846 után Pesten telepedett le; itt arcképeket festett. 1862-ben Heller Józseffel együtt fotóstúdiót nyitott Pesten.
Nevét Szüret Vác vidékén című (1859) mozgalmas, de sok rajzbeli kezdetlegességet mutató festménye tette ismertté, amely hazai témája, biedermeier életképszerűsége miatt reprodukciókban is széles körökben elterjedt. Tehetsége inkább kisméretű akvarell arcképekben bontakozott ki. Műveit a Magyar Nemzeti Galéria és a Szépművészeti Múzeum őrzi.

## Festményei
- Testvérek (Idill) (1850)
- Semmelweis Ignác (1857)
- Semmelweis Ignácné, Weidenhofer Mária (1857)
- Szüret Vác vidékén (1859)

## Fordítás
- Ez a szócikk részben vagy egészben  az   August Canzi című német Wikipédia-szócikk ezen változatának fordításán alapul.  Az eredeti cikk szerkesztőit annak laptörténete sorolja fel. Ez a jelzés csupán a megfogalmazás eredetét és a szerzői jogokat jelzi, nem szolgál a cikkben szereplő információk forrásmegjelöléseként.